# Daniel Segovia
Daniel Lucas Segovia (Madrid, 23 maggio 1985) è un calciatore spagnolo, attaccante del Moscardó.

## Palmarès

### Club

#### Competizioni nazionali
- Erste Liga: 1

St. Pölten: 2015-2016